# Adolphe Coll
Pour les articles homonymes, voir Coll.
Adolphe Coll né le 28 mars 1912 à Toulouse, mort en déportation le 15 février 1945 dans le Camp de concentration de Flossenbürg à Flossenburg en Allemagne est un militant socialiste et résistant français. 

## Biographie
Adolphe Coll fut secrétaire général des Jeunesses socialistes.
Adolphe Coll entre dans la Résistance avec Silvio Trentin. Il est un des premiers membres du mouvement Libérer et Fédérer à Toulouse. 
Le 4 février 1944, après une dénonciation, la Gestapo perquisitionne l’imprimerie des Frères Lion, rue Croix-Baragnon à Toulouse. Les SS démantèlent le réseau de résistants en arrêtant Maurice Fonvieille, le responsable régional du mouvement Libérer et Fédérer ainsi que Adolphe Coll et les employés de l'imprimerie Lion. Adolphe Coll est enfermé à la prison de Saint Michel puis déporté au camp de Mauthausen,. Il fait partie du transport de 1 281 déportés partis du camp de Compiègne le 22 mars 1944 et est affecté au Kommando de Passau sous le matricule 59 754. Transféré ensuite au camp de concentration de Flossenbürg au Kommando de Zschachwitz (actuellement quartier de Dresde) où il finit par mourir le 15 février 1945.
La restructuration du parti socialiste qui s'était mise en marche depuis 1943, a été entravée par l'arrestation d'Adolphe Coll.

## Décoration
- Médaille de la Résistance française à titre posthumes (22 septembre 1953)[10]

## Hommage
À Toulouse, une rue du quartier de la Patte-d'Oie, la rue Adolphe-Coll, est nommée en son honneur par décision du conseil municipal du 12 avril 1947.